# Dan Brown

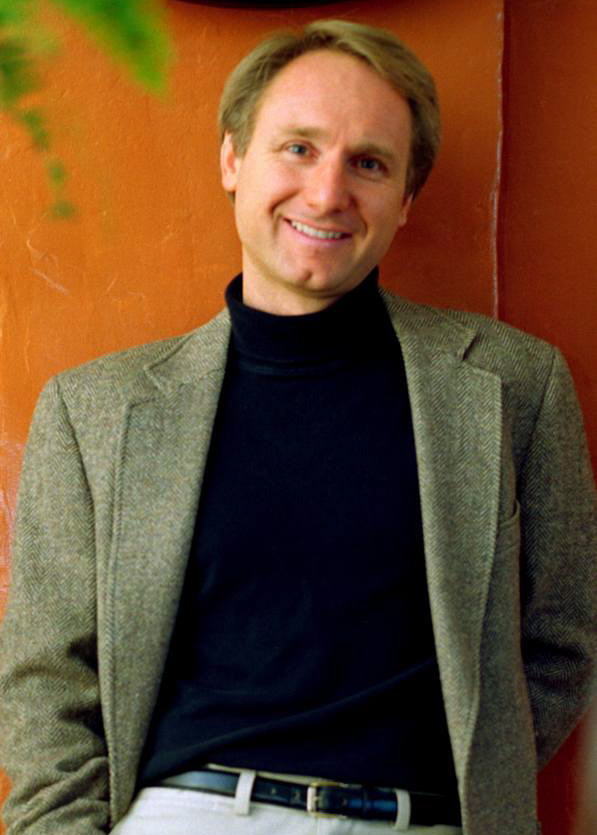
Dan Brown, 2007

Daniel „Dan“  Brown (* 22. Juni 1964 in Exeter, New Hampshire) ist ein US-amerikanischer Thriller-Autor.

## Leben

### Allgemeines
„Dan Brown unterrichtete Englisch, bevor er sich ganz seiner Tätigkeit als Schriftsteller widmete“. Als ältestes von drei Kindern des Mathematikprofessors an der Phillips Exeter Academy und Autors eines Mathematik-Schullehrbuchs Richard G. Brown und der bekannten Kirchenmusikerin Constance Gerhard wuchs er – so die Werbung in den Klappentexten seiner Bücher – „in einem Umfeld auf, in dem Wissenschaft und Religion keine Gegensätze“ darstellten. Diese Kombination sei es auch, die den weltweiten Erfolg des Autors begründet habe.
Illuminati, der erste in Deutschland veröffentlichte Roman von Dan Brown, gelangte innerhalb kürzester Zeit auf die vorderen Ränge der Bestsellerliste. Mit seinem in 35 Ländern erschienenen Buch The Da Vinci Code (deutsch: Sakrileg) wurde er zu einem der erfolgreichsten Schriftsteller aller Zeiten. Dan Brown war verheiratet und lebte mit seiner ihn auch etwa mit Recherchen bei seinen Romanen unterstützenden Ehefrau Blythe Newlon, einer Kunsthistorikerin, von der er später geschieden wurde, in New Hampshire in Neuengland.

### Jugend und Studium
Dan Brown besuchte zunächst die Phillips Exeter Academy. Nach seinem Abschluss im Jahre 1982 unternahm er eine erste längere Reise nach Spanien, bevor er sich am Amherst College für die Hauptfächer Englisch und Spanisch einschrieb, die er im Jahr 1986 erfolgreich abschließen konnte. Er wurde Mitglied im Amherst College Glee Club, einem College-Männerchor, und nahm 1983 an dessen Tournee teil, die in verschiedene europäische Städte führte (Wien, Venedig, Paris und Athen). Weitere Auftritte gab es in den US-Botschaften von Neu-Delhi, Tokio, Taipeh, Hongkong und Seoul. Im Rahmen seines Studiums am Amherst College nahm er an einem universitären Sommerprogramm in Sevilla teil, das auch eine Einführung in spanische Geschichte und Kultur umfasste. Dort kam er angeblich zum ersten Mal mit der Theorie in Berührung, Leonardo da Vinci habe in seinen Werken geheime Botschaften versteckt.

### Sänger und Liedermacher
Nach seinem Hochschulabschluss begann er eine Karriere als Sänger und Liedermacher. Mit einem Synthesizer und gebrauchten Aufnahmegeräten brachte er sich das Komponieren bei. Das Ergebnis war SynthAnimals, eine Kassette für Kinder, die zunächst nur in und um Exeter verkauft wurde. 1990 produzierte er zusammen mit Freunden Perspective, ein Album für Erwachsene, das unter Browns eigenem Musiklabel Dalliance erschien.
Im Frühjahr 1991 siedelte Brown nach Los Angeles über, um dort seine Musikkarriere voranzutreiben. Seinen Lebensunterhalt verdiente er sich als Spanischlehrer an der Beverly Hills Preparatory School. Er entdeckte ein Unternehmen namens Creative Musicians Coalition (CMC), das Platten von Independent-Musikern landesweit per Mailorder vertrieb. SynthAnimals wurde für gut befunden und war nun überall in den USA erhältlich.
Brown schloss sich der National Academy of Songwriters an und lernte hier die zwölf Jahre ältere Blythe Newlon kennen, die an der Academy als Leiterin der Abteilung für künstlerische Entwicklung arbeitete. Newlon war von seinem kreativen Potential überzeugt und engagierte sich nun für sein Weiterkommen.
Browns Debütalbum Dan Brown hatte nur geringen Erfolg, was unter anderem auf die Weigerung des Künstlers zurückgeführt wurde, sich auf die Bühne zu stellen.
Brown begann mit der Arbeit an seinem zweiten Album und zog 1993 zusammen mit Newlon zurück nach Exeter, New Hampshire. 1995 erschien die CD Angels & Demons. Damit war seine Karriere als Sänger-Songwriter beendet.

### Schriftsteller
Um seinen Lebensunterhalt zu sichern, nahm Brown einen Job als Englischlehrer an seinem früheren College und einen Zweitjob als Spanischlehrer in Hampton Falls an. Unter dem Pseudonym Danielle Brown veröffentlichte Dan Brown 1995 den schmalen, humorvollen Band 187 Men to Avoid: A Survival Guide for the Romantically Frustrated Woman („187 Männer, um die Sie einen Bogen machen sollten: Ein Überlebens-Handbuch für die in Liebesdingen frustrierte Frau“). Das Bändchen kam über eine erste kleine Auflage nicht hinaus.
Danach begann Brown mit der Arbeit an seinem ersten Thriller Digital Fortress (deutsch: Diabolus), in dem die Sicherheit im Internet und die Verletzung der Privatsphäre amerikanischer Bürger durch die National Security Agency (NSA) thematisiert werden. Um das Buch trotz seiner beiden Lehrerjobs abschließen zu können, gewöhnte er sich damals an, sich um vier Uhr morgens an den Computer zu setzen – eine Gewohnheit, die Brown nach eigener Aussage bis heute beibehalten hat. Im Juni 1996 kündigte er seine beiden Jobs, obwohl er zu diesem Zeitpunkt weder einen Vertrag für Diabolus unterschrieben noch einen Agenten gefunden hatte.
Diabolus erschien im Februar 1998 im Verlag Thomas Dunne Books und wurde, wie schon Browns CDs, von Blythe Brown vermarktet. Das Buch bekam als eines der ersten Bücher überhaupt eine eigene Website und war sogar als E-Book erhältlich. Wegen des Inhalts von Diabolus wurde Brown selbst eine Zeitlang von der NSA beobachtet und sein Telefon abgehört. Darüber hinaus erhielt er einmal eine als „herzliche Einladung“ getarnte Vorladung in die NSA-Zentrale.
Vier Monate später veröffentlichte er unter dem Namen seiner Frau ein weiteres humoristisches Büchlein: The Bald Book (deutsch: Das Glatzenbuch).
Nachdem Diabolus einen Verlag gefunden hatte, begann Brown mit den Recherchen für seinen zweiten Thriller Angels and Demons (deutsch: Illuminati), wozu auch mehrere Bildungsreisen nach Europa gehörten, die er in Begleitung seiner Frau unternahm. Gary Goldstein, ein Lektor des Verlages Simon & Schuster, hatte an Diabolus Gefallen gefunden. Er fragte Brown deshalb, woran er gerade arbeite. Brown schickte Goldstein daraufhin das 200-seitige Konzept, das er für Illuminati entwickelt hatte, und bekam im Gegenzug Vertrag und Vorschuss für Illuminati sowie ein weiteres Buch. Goldstein jedoch verließ kurz darauf völlig unerwartet Simon & Schuster. Illuminati war einige Monate lang „verwaist“, bis Jason Kaufman als neuer Lektor bei Simon & Schuster begann; ihm wurde die Betreuung der beiden Brown-Bücher übertragen.
Als Illuminati im April 2000 auf den Markt kam, war die Arbeit an Browns drittem Thriller Deception Point (deutsch: Meteor), der im August 2001 erschien, schon fast abgeschlossen. Ein weiteres Mal mussten Dan und Blythe Brown die Werbung für das Buch selbst übernehmen. Die Verkaufszahlen für alle drei Bücher hielten sich bis dahin in Grenzen. Brown trennte sich von Jake Elwell, seinem bisherigen Freund und Agenten bei Wiesner & Wiesner, und schloss einen Vertrag mit Heide Lange von der Agentur Sanford J. Greenburger Associates in New York. Um herauszufinden, was auf dem Markt funktionierte, wurden die bisher erschienenen drei Werke kritisch hinterfragt: Brown durchkämmte sein inzwischen schon sehr umfangreiches Archiv nach Material, das er bisher nicht verwendet hatte, und erinnerte sich an die Kommentare eines Professors aus Sevilla zu Leonardo da Vinci. Der Aufhänger zu The Da Vinci Code (deutsch: Sakrileg) war gefunden.
Mit seinem Lektor Jason Kaufman, der die beiden Bücher Illuminati und Meteor betreut hatte, hatte Brown inzwischen eine stabile Zusammenarbeit aufgebaut. Doch nun war Kaufman auf der Suche nach einem neuen Arbeitsplatz. Bei seinen Vorstellungsgesprächen machte er die Unterschrift unter einen Arbeitsvertrag davon abhängig, dass Dan Brown ebenfalls einen Vertrag mit ebendiesem Verlag bekommen sollte und dass darüber hinaus Kaufman Browns Lektor bliebe. Um seiner Forderung Nachdruck zu verleihen, präsentierte Kaufman bei allen Gesprächen das 200-seitige Konzept, das Brown nach bewährter Manier auch für Sakrileg erstellt hatte. Schließlich bekam Kaufman einen Job beim Verlag Doubleday, der zur Random-House-Verlagsgruppe gehört, und Dan Brown einen Vertrag im Wert von 400.000 Dollar für The Da Vinci Code und ein weiteres Buch.
Im Herbst 2002 verteilte Doubleday 10.000 Druckfahnen an Buchhändler, Rezensenten und Kritiker. Aufgrund der Mengen, die der Buchhandel von The Da Vinci Code vorab bestellte, druckte Doubleday eine Erstauflage von 230.000 Exemplaren. The Da Vinci Code erschien am 18. März 2003. Wenige Tage später belegte das Buch Platz 1 in der Hardcover-Bestsellerliste der New York Times und blieb zwei Jahre ohne Unterbrechung in dieser Liste. Der Thriller hat weltweit heftige Kontroversen ausgelöst; die schärfste Kritik kam aufgrund des brisanten Inhalts von Seiten der katholischen Kirche und von Opus Dei. Bisher wurde The Da Vinci Code in 44 Sprachen übersetzt und weltweit rund 57 Millionen Mal verkauft (Stand: Mai 2006), wobei es in manchen Ländern, so zum Beispiel im Libanon, verboten ist. Im Mai 2006 kam die Verfilmung des Werkes mit Tom Hanks in der Rolle von Robert Langdon weltweit in die Kinos. Seit Anfang November 2006 ist der Film als DVD erhältlich (Hauptartikel: The Da Vinci Code – Sakrileg).
Inzwischen war Dan Brown einer der größten Umsatzbringer bei Doubleday geworden, was seine Agentin Heide Lange zu Nachverhandlungen veranlasste. Aus dem ursprünglichen Vertrag über zwei Bücher wurde einer über vier Bücher, in denen der Harvard-Professor Robert Langdon als Protagonist fungieren soll. Nach dem Robert-Langdon-Thriller Illuminati, der bei Simon & Schuster erschien, und The Da Vinci Code, dem ersten bei Doubleday publizierten Werk Browns, trägt der dritte Thriller mit Robert Langdon in der Hauptrolle den Titel The Lost Symbol. Die englische Erstausgabe erschien am 15. September 2009 mit einer Startauflage von 5 Millionen Exemplaren. In einem Interview sagte Brown: „Es ist eine thematische Fortsetzung von SAKRILEG, in der Langdon zum ersten Mal in ein geheimnisvolles Geschehen auf heimischem amerikanischen Boden verwickelt wird. Der neue Roman beschäftigt sich mit der verborgenen Geschichte unserer amerikanischen Bundeshauptstadt.“ Die deutsche Ausgabe folgte am 14. Oktober 2009 unter dem Titel Das verlorene Symbol.
Brown lässt wissen, er lese inzwischen kaum noch Belletristik, sondern beschränke sich auf Sachbücher, da er ständig mit den Recherchen für sein jeweils nächstes Projekt beschäftigt sei. In seiner Studienzeit beeindruckten ihn Autoren wie William Shakespeare, John Steinbeck, Sidney Sheldon, Robert Ludlum und Jeffrey Archer. Sie beeinflussten seinen Schreibstil teilweise stark. Inhaltliche Konzepte übernahm Brown – vor allem in Illuminati und Sakrileg – von Robert Anton Wilson und Henry Lincoln, darunter vor allem den bereits von Wilson in den Illuminati-Chroniken von 1975 als Symbol für die Blutlinie Christi eingeführten Heiligen Gral.
Am 14. Mai 2013 erschien Browns nächstes Buch Inferno, das die Reihe um Robert Langdon fortsetzt. Die Verfilmung kam am 13. Oktober 2016 in die deutschen Kinos. Im September 2017 folgte der nächste Teil der Reihe unter dem Titel Origin und belegte sofort Platz eins auf der Spiegel-Bestsellerliste.
Im Jahre 2020 veröffentlichte Brown in Zusammenarbeit mit der Illustratorin Susan Batori erstmalig ein Bilderbuch für Kinder, das den Titel Wild Symphony (deutscher Titel: Eine wilde Symphonie) trägt.

## Rezeption
Überraschend an Browns Erfolg schien von Anfang an, dass er sich binnen weniger Jahre zum Auflagenmillionär entwickelte, obwohl er im öffentlichen Leben und der Literaturszene zuvor kaum in Erscheinung getreten war. Als entscheidend für seinen Erfolg wurde gewertet, dass er von mit verschwörungstheoretischen Ansätzen verwobenen historischen Fakten einen Bezug zu aktuellen Fragestellungen herzustellen versuchte, um – wie behauptet wurde – einfache Antworten auf komplizierte Fragen zu geben.
Browns Werke wurden von der Literaturkritik mehrheitlich als Unterhaltungsliteratur qualifiziert. So hieß es, er schreibe Bücher „mit historischem Laderaum und kleinem Bildungserlebnis“. Der US-amerikanische Schriftsteller Jeffrey Eugenides beschrieb in einem Interview die Arbeit von Autoren wie Brown als die Suche nach einem „Grundmuster, nach dem sie alle ihre Bücher aufbauen. Sie stopfen einfach neue Inhalte hinein, aber das Muster bleibt immer gleich.“ Illuminati wurde unter anderem als „am Reißbrett entworfener und dortselbst ziemlich hölzern abgearbeiteter Parforce-Ritt durch römische Verliese“ bezeichnet. Man attestierte Brown in Sakrileg einen „atemlos zwanghafte[n] Prosastil, der sich entlang der Handlung in einer geradezu waghalsigen Geschwindigkeit bewegt.“ Literarische Fertigkeiten seien „in diesem Roman nur rudimentär zu erkennen, von Charakterstudien und Problemen der Dialogführung lässt der Autor sich nicht belasten.“ Ungeachtet dieser Einschätzungen erfreuen sich Browns Bücher größter Beliebtheit.
Mehrere Autoren lehnten sich konzeptionell erkennbar an die Idee Browns an, akademische „Privatermittler“ in den Mittelpunkt der Handlung ihrer Bücher zu stellen. Darunter sind Matilde Asensis Wächter des Kreuzes, Ian Caldwells und Dustin Thomasons Das letzte Geheimnis sowie Leslie Silberts Der Marlowe-Code. Verlage wie dtv, Rowohlt und Bastei-Lübbe veröffentlichten Bücher, die inhaltlich ohne Bezug zu Browns Werken sind, unter mit Illuminati sprachlich verwandten Titeln – so Cupido, im Original Retribution, von Jilliane Hoffman – oder einer mit Browns Büchern zum Verwechseln ähnlichen Buchdeckel-Gestaltung – darunter Circe von Elise Title. Darüber hinaus erschienen Bücher, die mit Erkenntnissen zu kulturgeschichtlichen und historischen Hintergründen der Verschwörungstheorien in Browns Romanen warben. Die Flut von Thrillern mit christlich-religiösen Elementen, die Browns Bestseller folgten, zeigt ein neuerwachtes Interesse an der Verbindung von Kriminalistik mit Mystik. Die Romane werden oft mit dem neu geschaffenen Begriff „Kirchenthriller“ bezeichnet. Kirchliche Themen in der spannungsorientierten Belletristik gab es jedoch schon früher, so beispielsweise Philipp Vandenbergs Thriller Das Fünfte Evangelium (1993) oder Assassini von Thomas Gifford (1990). Die Schwemme von Publikationen wurde mit der schlagartigen Popularität von Mittelalterromanen sowie zugehörigen populären Sachbüchern infolge der Veröffentlichung von Umberto Ecos Der Name der Rose Anfang der 1980er Jahre verglichen.

## Werke
- 187 Men to Avoid: A Survival Guide for the Romantically Frustrated Woman (1995) (deutsch: 187 Männer, um die Sie einen Bogen machen sollten: Ein Überlebens-Handbuch für die in Liebesdingen hoffnungslos ernüchterte Frau) (unter dem Pseudonym Danielle Brown)
- Digital Fortress (1998) (deutsch: Diabolus, 2005, ISBN 3-404-15762-1) - Platz 1 der Spiegel-Bestsellerliste vom 7. März bis zum 10. April 2005
- Angels & Demons (2000) - Robert Langdon 1 - (deutsch von Axel Merz: Illuminati, 2003, ISBN 3-404-14866-5)
- Deception Point (2001) (deutsch: Meteor, 2003, ISBN 3-404-15055-4)
- The Da Vinci Code (2003) - Robert Langdon 2 - (deutsch von Piet van Poll: Sakrileg, 2004, ISBN 3-404-15485-1) - Platz 1 der Spiegel-Bestsellerliste in den Jahren 2004 und 2005
  - Der Da Vinci Code (deutsch von Piet van Poll, 2017; gekürzt / Jugendausgabe, ISBN 978-3-8466-0047-4)
- The Lost Symbol (2009) - Robert Langdon 3 - (deutsch: Das verlorene Symbol, 2009, ISBN 3-7857-2388-1) - Platz 1 der Spiegel-Bestsellerliste vom 26. Oktober 2009 bis zum 17. Januar 2010
- Inferno (2013) - Robert Langdon 4 - (deutsch von Axel Merz und Rainer Schumacher: Inferno, 2013, ISBN 978-3-7857-2480-4) - Platz 1 der Spiegel-Bestsellerliste vom 27. Mai bis zum 8. September 2013
- Origin (2017) - Robert Langdon 5 - (deutsch von Axel Merz: Origin, 2017, ISBN 978-3-431-03999-3) - Platz 1 der Spiegel-Bestsellerliste vom 14. Oktober bis zum 3. November und vom 18. November bis zum 29. Dezember 2017
- Wild Symphony (2020) (deutsch von Uwe-Michael Gutzschhahn: Eine wilde Symphonie, 2020, ISBN 978-3-414-82588-9)
- The Secret of Secrets (2025) - Robert Langdon 6

## Adaptionen

### Filme
- The Da Vinci Code – Sakrileg (2006, Originaltitel: The Da Vinci Code)
- Illuminati (2009, Originaltitel: Angels and Demons)
- Inferno (2016, Originaltitel: Inferno)

### Serien
- Das verlorene Symbol (2021, Originaltitel: The Lost Symbol)

### Hörbücher
- Das verlorene Symbol (zwei Versionen, davon eine ungekürzte Ausgabe 2011)
- Illuminati (drei Versionen, davon eine ungekürzte Ausgabe 2009)
- Sakrileg (drei Versionen, davon eine Neuauflage 2006)
- Diabolus (zwei Versionen, davon eine ungekürzte Ausgabe)
- Meteor (zwei Versionen, davon eine ungekürzte Ausgabe)
- Inferno (zwei Versionen, davon eine ungekürzte Ausgabe)
- Origin

### Computerspiel
- The Da Vinci Code – Sakrileg (2K Games,  2007)